# Dieter Heistermann
 Dieter Heistermann (* 30. September 1936 in Bielefeld; † 23. Oktober 2010 in Beverungen) war ein deutscher Politiker (SPD) und Abgeordneter des Deutschen Bundestages.

## Leben und Wirken
Heistermann besuchte die Volks- und Berufsschule und trat 1946 in die Sozialistische Jugend Deutschlands – Die Falken ein. Hier wurde er zuletzt Unterbezirksvorsitzender von Bielefeld. Von 1951 bis 1954 machte er eine Lehre zum Werkzeugmacher. Er arbeitete noch drei Jahre in seinem Beruf, trat 1957 in die SPD ein und war ehrenamtlich im Ortsverein Calvinenfeld tätig. 1958 wurde er hauptamtlicher 2. Bezirkssekretär und 1962 hauptamtlich in der Bielefelder SPD. Von 1963 bis 1980 war er Geschäftsführer für den Unterbezirk Höxter/Warburg und beteiligte sich an den Gründungen und dem Aufbau von Ortsvereinen.
Von 1964 bis 1981 war er Mitglied des Kreistages Höxter, davon seit 1970 als Vorsitzender der Fraktion.
Von 1975 bis 1981 war er Mitglied der Landschaftsversammlung Westfalen-Lippe.
Im Jahr 1980 zog er in den Deutschen Bundestag ein, wo er sofort Mitglied des Verteidigungsausschusses wurde, dessen Vize-Vorsitzender er seit 1992 auch war. Von 1991 bis 1996 war er Vorsitzender der Landesgruppe Nordrhein-Westfalen in der SPD-Fraktion. Im Jahr 1998 schied er aus dem Bundestag aus.
Heistermann war zudem Wahlbeobachter bei der OSZE (Organisation für Sicherheit und Zusammenarbeit in Europa) und Mitglied im Verwaltungsrat der Sparkasse Höxter, im Verwaltungsrat und im Sparkassen-Beirat der Provinzial-Feuer- und Lebensversicherung in Münster und im Beirat der Westfälischen Ferngas AG mit Sitz in Dortmund (WFG, heute zu RWE). Von 1975 bis 1981 war er außerdem Mitglied der Landschaftsversammlung Westfalen-Lippe, seit 1979 Mitglied des Sportvereins VfB Beverungen (1984–1992 auch dessen Vorsitzender) und seit 1999 Vorsitzender des AWO-Kreisverbandes Höxter.

## Persönliches
Heistermann war mit Edeltraud Heistermann verheiratet und hatte drei Kinder.

## Auszeichnungen
- 1994: Bundesverdienstkreuz 1. Klasse
- 1998: Großes Goldenes Ehrenzeichen für Verdienste um die Republik Österreich[2]